# Партія Островів Кука

Символ Партії Островів Кука та прапор країни з 1974 по 1979

Партія Островів Кука (англ. Cook Island Party) — партія Островів Кука, заснована у 1964 році Альбертом Генрі на базі Прогресивного Співтовариства Островів Кука.
Була головною політичною силою країни з 1965 по 1978 і з 1989 по 1999. З 1999 по 2005 брала участь в коаліційних урядах. На парламентських виборах 1999 отримала 10 місць у парламенті, а в 2004 — 9 місць. У 2006 році змінився постійний лідер партії Джеффрі Генрі, який пішов з політичного життя країни, поступившись своїм місцем Генрі Пуна. На парламентських виборах 26 вересня 2006 партія набрала 45,3 % голосів, поступившись своєму головному супернику — Демократичній партії Островів Кука. Партія виграла вибори 2010 року і сформувала уряд. Лідер партії — прем'єр-міністр Генрі Пуна.
Має тісні зв'язки з Лейбористською партією Нової Зеландії.

## Політичні лідери
- Альберт Генрі (1964—1979)
- Джеффрі Генрі (1979—2006)
- Генрі Пуна (2006 — сьогодення)